# Ceratophaga orientalis
Ceratophaga orientalis är en fjärilsart som beskrevs av Henry Tibbats Stainton 1878. Ceratophaga orientalis ingår i släktet Ceratophaga och familjen äkta malar. Inga underarter finns listade i Catalogue of Life.